# پری میلر آداتو
پری میلر آداتو (انگلیسی: Perry Miller Adato؛ ‏ ۲۲ دسامبر ۱۹۲۰ – ۱۶ سپتامبر ۲۰۱۸) نویسنده و کارگردان فیلم مستند اهل ایالات متحده آمریکا بود.
از فیلم‌ها یا مجموعه‌های تلویزیونی که وی در آن‌ها نقش داشته‌است، می‌توان به تماشاخانه آمریکایی اشاره نمود.